# اچ‌ام‌اس سکولا (اف۷۱)
اچ‌ام‌اس سکولا (اف۷۱) (به انگلیسی: HMS Scylla (F71)) یک کشتی بود که طول آن ۱۱۳ متر (۳۷۱ فوت) بود. این کشتی در سال ۱۹۶۸ ساخته شد.